# Bolsa-escola

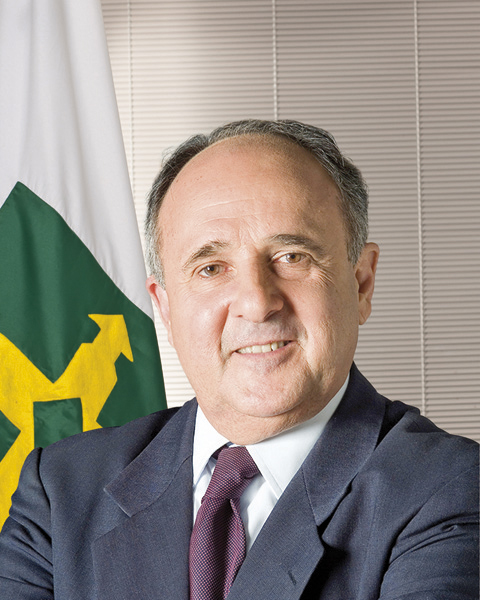
Cristovam Buarque

Bolsa-Escola foi um programa de transferência de renda com condicionalidades brasileiro implementado em 2001 pelo governo de Fernando Henrique Cardoso, cujo objetivo era pagar uma bolsa mensal em dinheiro, através de cartões magnéticos, às famílias de jovens e crianças de baixa renda como estímulo para que essas frequentassem a escola regularmente. O objetivo maior era substituir ajudas humanitárias esporádicas de governos, como cestas básicas, por um sistema compensatório de distribuição direta de renda ao estrato mais pobre da população, mais prático e objetivo e imune a corrupção. Chegou a beneficiar mais de 5,5 milhões de famílias em um total de 50 milhões[carece de fontes?] de pessoas em todo o Brasil quando, em 2003, foi incorporado, junto dos programas Cartão Alimentação e Auxílio-gás ao novo Programa Bolsa Família pelo governo de  Luiz Inácio Lula da Silva, unificando-os em um único sistema.
Vindo de discussões e debates acadêmicos desde o início dos anos 1980, com forte engajamento do sociólogo Herbert José de Sousa, o Betinho, foi efetivamente implantado pela primeira vez em formato prático de programa de governo no Distrito Federal pelo Governo do Distrito Federal, então chefiado por Cristovam Buarque. Buarque deixou o partido em 2004, quando era Ministro da Educação, sendo atualmente filiado ao Cidadania. No Distrito Federal, o decreto foi assinado em 11 de janeiro de 1995 pelo governo de Cristovam Buarque e os primeiros benefícios começaram a ser pagos em maio. O Bolsa-Escola federal foi implementado em 2001 pelo governo de Fernando Henrique Cardoso.

## Bolsa-Escola Federal
Iniciado em 2001, dentro do sistema de assistência chamado de Rede de Proteção Social, as regras para o recebimento do benefício do programa em âmbito nacional eram:
- Estar matriculado e frequentando escola (comprovado a cada três meses com um programa paralelo de controle de frequência);
- Estar cadastrado juntamente com sua família no programa Cadastro Único, um sistema de alimentação de dados sociais do governo federal que fora criado em 2001;
- Possuir renda per capita inferior à R$90,00*.

O pagamento da bolsa de R$15,00* (por filho, limitado ao máximo de três) dava-se através de saque em agência da Caixa Econômica Federal.
- (*valores da época), corrigidos pelo IPC-A, em 2018, o limite de renda per capita equivale a R$264,00 e  o valor da bolsa a R$44,00.

Cada família inserida no programa recebia um número de identificação social (NIS), semelhantemente ao PIS e PASEP. Os pagamentos eram controlados pelo Cadastro Único para Programas Sociais ou CadÚnico que é um instrumento de coleta de dados e informações para identificar todas as famílias de baixa renda existentes no país, e que foi criado através do Decreto Nº 3.877, de 24 de julho de 2001. Posteriormente foi alterado pelo Decreto n° 6.135, de 26 de junho de 2007.. O CadÚnico, administrado pela Caixa Econômica Federal, cruza dados do antigo Cadastro Único com o cadastro dos SUS, da RAIS, e da Receita Federal, passando a exigir o CPF da mãe ou do pai para realizar o cadastramento.

## Bolsa-Escola no Distrito Federal Brasil
Implementado por Cristovam Buarque no ano de 1995, quando ele era governador do Distrito Federal pelo Partido dos Trabalhadores (PT), o programa assegurava um salário mínimo a cada família carente que tivesse todas as suas crianças entre 7 e 14 anos matriculadas na escola pública. Eram critérios para recebê-la:
- Renda per capita mensal da família deve ser igual ou inferior a meio salário mínimo.
- Todas as crianças da família devem ter uma freqüência mensal mínima às aulas de 90%.
- A família deve residir no Distrito Federal há pelo menos cinco anos.
- Existindo algum membro adulto da família desempregado, ele deverá estar inscrito no Sistema Nacional de Emprego (SINE).

O programa atingiu, em 1997, 44.382 crianças de 22.493 famílias, com um gasto de R$ 32 milhões, ou seja, menos de 1% do orçamento do Distrito Federal. Com esse programa, a evasão escolar, que era de cerca de 10% em 1994, caiu para 0,4%.
O projeto bolsa-escola do Distrito Federal foi premiado no Brasil e no exterior.